# Walt Disney Imagineering
Walt Disney Imagineering, tidigare WED Enterprises Design and development organization tillkom 1952 i syfte att bygga Disneyland. Walt Disney sålde sin andel i bolaget 1965. År 1986 bytte bolaget namn till Walt Disney Imagineering.

## Historia
1952 beslöt sig Walt Disney för att starta ett företag som kunde ta hand om produktionen och byggandet av Disneyland. Företaget kom att heta WED Enterprises, efter Walt Disneys initialer "Walter Elias Disney" och bestod av en grupp animatörer, scenografer, författare och ingenjörer. Allt eftersom Disneyland vuxit har antalet anställda vuxit.

## Uppgifter
Det företaget har ansvar för är att designa och bygga Disney-parker och andra underhållningsrelaterade saker. Därtill förvaltar bolaget också Disneys globala fastighetsportfölj, vilken inkluderar teatern New Amsterdam och Times Square Studio Ltd. i New York, Walt Disney Studios i Burbank, Edison Field och Mighty Ducks Disney Ice rink i Anaheim.
Företagets anställda har över 140 olika titlar, till exempel illustratörer, arkitekter och grafiska designers.

## Innovationer
Genom åren har företaget blivit ägare till ett större antal patent, över 100 patent (2000) i kategorier som åksystem, specialeffekter, interaktiv teknologi, liveunderhållning, fiberoptik och avancerade ljudsystem.